# Referendum consultivo in Italia del 1989
Il referendum consultivo in Italia del 1989 si tenne il 18 giugno per sondare la volontà popolare in merito al conferimento o meno di un ipotetico mandato costituente al Parlamento europeo, i cui rappresentanti italiani venivano eletti contestualmente.
È stato il primo, e finora unico, referendum statale di indirizzo nella storia della Repubblica Italiana.
Poiché la Costituzione italiana prevede testualmente, oltre ai referendum regionali (art. 123), solo tre tipi di referendum, quello abrogativo (art. 75), quello costituzionale (art. 138, c. 2) e quello territoriale (art. 132), l'indizione del referendum fu possibile con la preventiva approvazione della legge cost. 3 aprile 1989, n. 2, votata all'unanimità da entrambe le Camere.
Privo di efficacia giuridica vincolante e ad oggetto impossibile, il referendum ha avuto una forte valenza plebiscitaria.

## Quesito
- Colore scheda: grigio
- Motto: Conferimento del mandato costituente al Parlamento europeo

## Risultati
| Sì             | 29 158 656 | 88,03 |  |  |  |  |  |  |
| No             | 3 964 086  | 11,97 |  |  |  |  |  |  |
| Totale         | 33 122 742 | 100   |  |  |  |  |  |  |
|                |            |       |  |  |  |  |  |  |
| Schede bianche | 2 966 272  | 7,90  |  |  |  |  |  |  |
| Schede nulle   | 1 471 390  | 3,92  |  |  |  |  |  |  |
| Votanti        | 37 560 404 | 80,68 |  |  |  |  |  |  |
| Elettori       | 46 552 411 |       |  |  |  |  |  |  |